# Vincent Conçessao
Vincent Michael Conçessao (ur. 28 września 1936 w Mangaluru) – indyjski duchowny katolicki, arcybiskup Delhi w latach 2000-2012.

## Życiorys
Święcenia kapłańskie otrzymał 4 grudnia 1961.
3 lutego 1995 został mianowany biskupem pomocniczym diecezji Delhi ze stolicą tytularną Mascula. Sakry biskupiej udzielił mu 1 kwietnia 1995 ówczesny arcybiskup Delhi - Alan Basil de Lastic.
5 listopada 1998 został arcybiskupem Agry.
7 stycznia 2000 papież Jan Paweł II mianował go arcybiskupem Delhi. 30 listopada 2012 papież Benedykt XVI przyjął jego rezygnację z urzędu złożoną ze względu na wiek.